# Lei de Isolamento Político
A Lei do Isolamento Político foi uma controversa norma jurídica aprovada pelo Congresso Geral Nacional da Líbia (CGN), que impedia a participação na vida política do país a qualquer pessoa que tivesse exercido um cargo na Jamairia de Muammar Gaddafi até 10 anos após ter assumido a referida posição.
A lei foi aprovada em 5 de maio de 2013, após a pressão das milícias mais revolucionárias que derrubaram o regime Gaddafi durante a Guerra Civil Líbia de 2011, visando punir qualquer um que tivesse colaborado com seu governo. Para forçar sua criação, as milícias pressionaram militarmente o Conselho Geral Nacional.
A norma foi fortemente criticada, tanto por nostálgicos do antigo regime como pelos seus adversários, dando vários argumentos:
- A lei não levava em consideração aqueles que desertaram, se exilaram e inclusive os que combateram em 2011 para derrubar Gaddafi. Por isso, afetou muitas pessoas que, apesar de terem desempenhado um papel menor no outro governo, estavam empenhadas na mudança e, na maioria dos casos, eram as que tinham mais experiência e prática política. Este era o caso do presidente Muhammad Yusuf al-Magariaf, que foi obrigado a renunciar devido às funções públicas que desempenhou, apesar de sempre criticar Gaddafi.[1]
- Foi visto como uma manobra da Irmandade Muçulmana para enfraquecer a figura de Ali Zeidan e destituir outros grandes desertores do regime, mas pioneiros na rebelião como Mahmoud Jibril, com a esperança de preencher o vazio de poder que eles deixaram.
- Impedia a reconciliação nacional, ancorando o país em um estado de confrontos entre civis.
- A demissão de altos funcionários da polícia e das forças armadas conduziria ao colapso da segurança do país.

Em fevereiro de 2015, o novo parlamento líbio, a Câmara dos Representantes, decidiu abolir a lei, embora permanecesse em vigor de forma factual nas áreas do país que estejam sob controle islamita durante a Segunda Guerra Civil Líbia. 